# Краселюк Іван Микитович
Іван Краселюк (1873 —1941)-український державний діяч, депутат Державної думи II скликання від Київської губернії. 

## Життєпис
Походив з містечка Гоменове Чигиринського повіту Київської губернії.  
Випускник церковно-парафіяльного училища. Служив апаратником на цукровому заводі. В березні 1907 притягнутий до кримінальної відповідальності за поширення революційної літератури. Під час виборів до Думи залишався позапартійним. Займався землеробством на наділі площею 4 десятини. 
6 лютого 1907 обраний до Державної думи II скликання від загального складу виборців Київських губернських виборчих зборів. Увійшов до складу Трудової групи і фракції Селянської спілки і до Української громади. У думських комісіях не перебував. Виступи в Думі невідомі. 
Подальша доля і дата смерті невідомі. 

### Рекомендовані джерела
- Российский государственный исторический архив. Фонд 1278. Опись 1 (2-й созыв). Дело 214; Дело 603. Лист 17.